# A Midwinter Night's Dream
A Midwinter Night's Dream è un album della cantante canadese Loreena McKennitt, pubblicato il 17 ottobre 2008.

## Origine
L'album costituisce una versione ampliata di A Winter Garden - Five Songs for the Season, EP pubblicato dall'autrice nel 1995: alle 5 canzoni originarie sono state aggiunte 8 tracce inedite, sempre ispirate alla stagione invernale; si tratta infatti di canzoni natalizie della tradizione cristiana. I brani sono stati registrati nella primavera 2008 presso i Real World Studios di Peter Gabriel, come gli ultimi album pubblicati.

L'album andrà a sostituire A Winter Garden, che non verrà più pubblicato dopo l'esaurimento delle copie.

## Tracce
1. The Holly & The Ivy - 4:49 -  (Testo: tradizionale - Musica: Loreena McKennitt)
2. Un flambeau, Jeannette, Isabelle - 3:06 -  (Musica: tradizionale)
3. The Seven Rejoices of Mary - 4:34 -  (Testo e musica: tradizionale)
4. Noël Nouvelet! - 5:11 -  (Testo e musica: tradizionale)
5. Good King Wenceslas - 3:16 -  (Testo e musica: John Mason Neale)
6. Coventry Carol - 2:18 -  (Testo e musica: tradizionale)
7. God Rest Ye Merry, Gentlemen (Abdelli version) - 7:19 -  (Testo e musica: tradizionale)
8. Snow - 5:05 -  (Testo: Archibald Lampman - Musica: Loreena McKennitt)
9. Breton Carol - 3:30 -  (Musica: tradizionale)
10. Seeds of Love - 4:54 -  (Testo: tradizionale - Musica: Loreena McKennitt)
11. Gloucestershire Wassail - 2:39 -  (Testo e musica: tradizionale)
12. Emmanuel - 4:55 -  (Testo e musica: tradizionale)
13. In the Bleak Midwinter - 2:43 -  (Musica: Gustav Holst)

## Musicisti
Loreena McKennitt - voce, pianoforte, fisarmonica, arpa

Brian Hughes - oud e chitarra

Hugh Marsh - violino

Caroline Lavelle - violoncello

Donald Quan - viola e percussioni

Ben Grossman - ghironda e percussioni

Simon Edwards - contrabbasso

Rick Lazar - percussioni

Stratis Psaradellis - lira greca  e liuto greco

## Andamento nella Classifica degli Album Italiana
| Posizione | 71    | 70    | 46    | 80    | 95    |  | 85    | 87    |  | 87     | 82     | 66     |
| Fonti     | [ 3 ] | [ 4 ] | [ 5 ] | [ 6 ] | [ 7 ] |  | [ 8 ] | [ 9 ] |  | [ 10 ] | [ 11 ] | [ 12 ] |